# Gabriele Nothhelfer
Gabriele Nothhelfer (nascido em 1945) é uma fotógrafa alemã. Nothhelfer nasceu em Berlim.
O seu trabalho encontra-se incluído nas colecções do Museu de Arte Moderna de São Francisco, do Museu de Arte Moderna em Nova York, do Centro Georges Pompidou, em Paris, e do Museu de Belas Artes de Houston.